# Verkündigungsfenster (La Guerche-de-Bretagne)

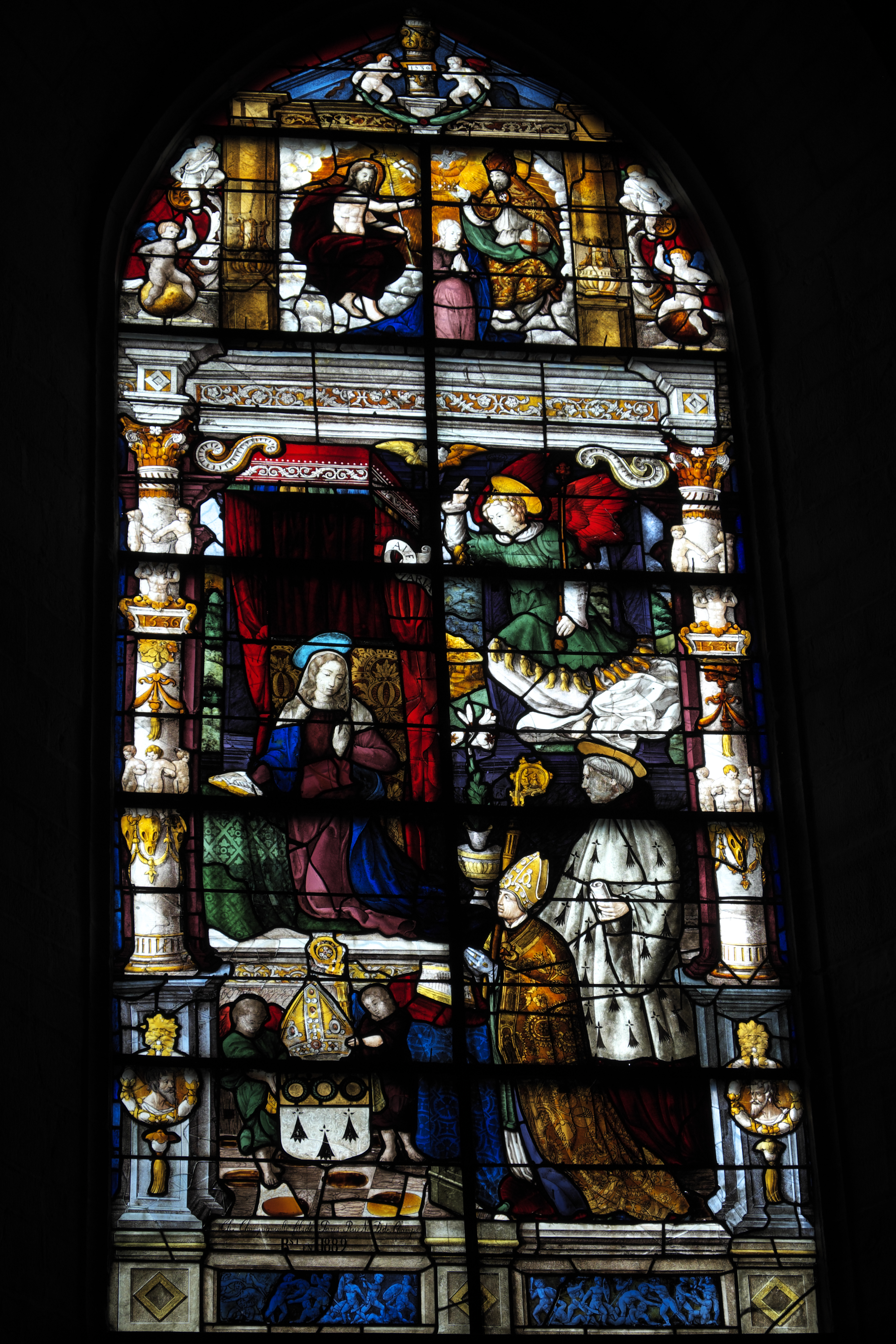
Fenster Verkündigung des Herrn in La Guerche-de-Bretagne

Das Verkündigungsfenster in der katholischen Kirche Notre-Dame-de-l’Assomption in La Guerche-de-Bretagne, einer französischen Gemeinde im Département Ille-et-Vilaine in der Region Bretagne, wurde 1536 geschaffen. Das Bleiglasfenster wurde 1907 als Monument historique in die Liste der geschützten Objekte (Base Palissy) in Frankreich aufgenommen.
Das 4,20 Meter hohe und 2,10 Meter breite Fenster (Nr. 8) mit zwei Lanzetten im südlichen Querhaus stammt aus einer unbekannten Werkstatt. Es stellt die Verkündigung des Herrn dar. Auf der linken Lanzette kniet Maria, auf der rechten schwebt der Erzengel Gabriel, der ihr die Geburt Jesu ankündigt.
Oben ist im Architekturrahmen im Stil der Renaissance die Heilige Dreifaltigkeit mit Gottvater, Jesus Christus und der Taube als Symbol des Heiligen Geistes zu sehen. Maria wird von Gottvater und Jesus Christus gekrönt. Im Giebeldreieck ist die Jahreszahl 1536 angebracht. Diese Jahreszahl steht auch auf den Kapitellen der beiden seitlichen Säulen.
Der Stifter Yves Mahyeuc, Erzbischof von Rennes von 1507 bis 1541, kniet an der rechten Seite vor Maria. Hinter ihm steht sein Namenspatron, der heilige Ivo. Links unten halten zwei Putti das Wappen und die Mitra des Bischofs. 
Das Fenster wurde 1889 von der Glasmalereiwerkstatt von Charles Champigneulle in Paris restauriert. Die letzte Restaurierung erfolgte im Jahr 1999 durch Antoine Le Bihan in Quimper.

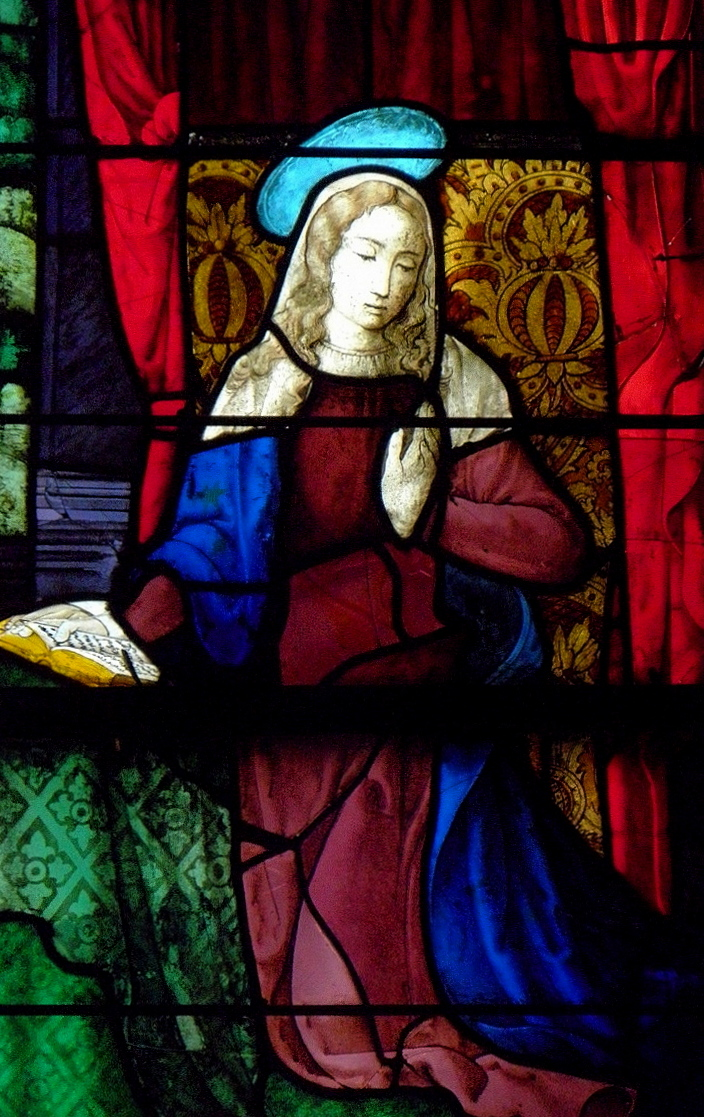
Maria
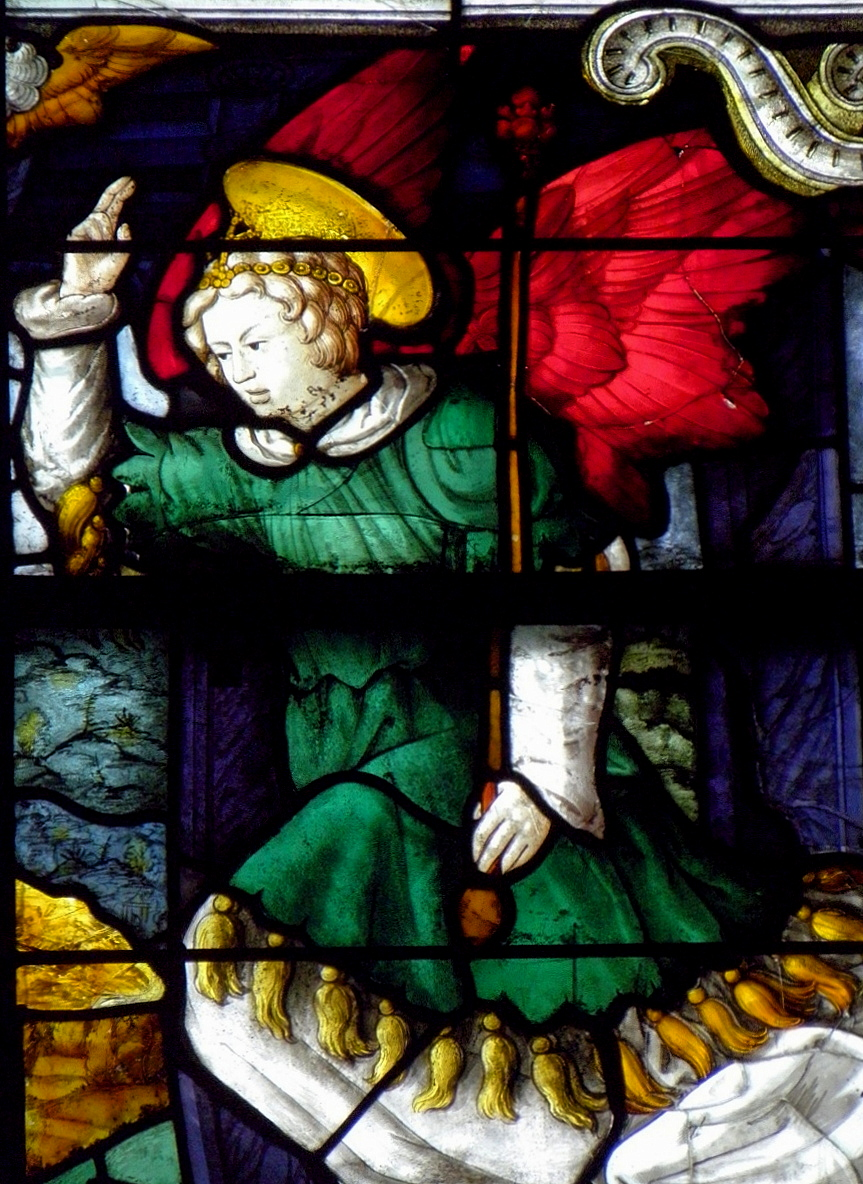
Erzengel Gabriel
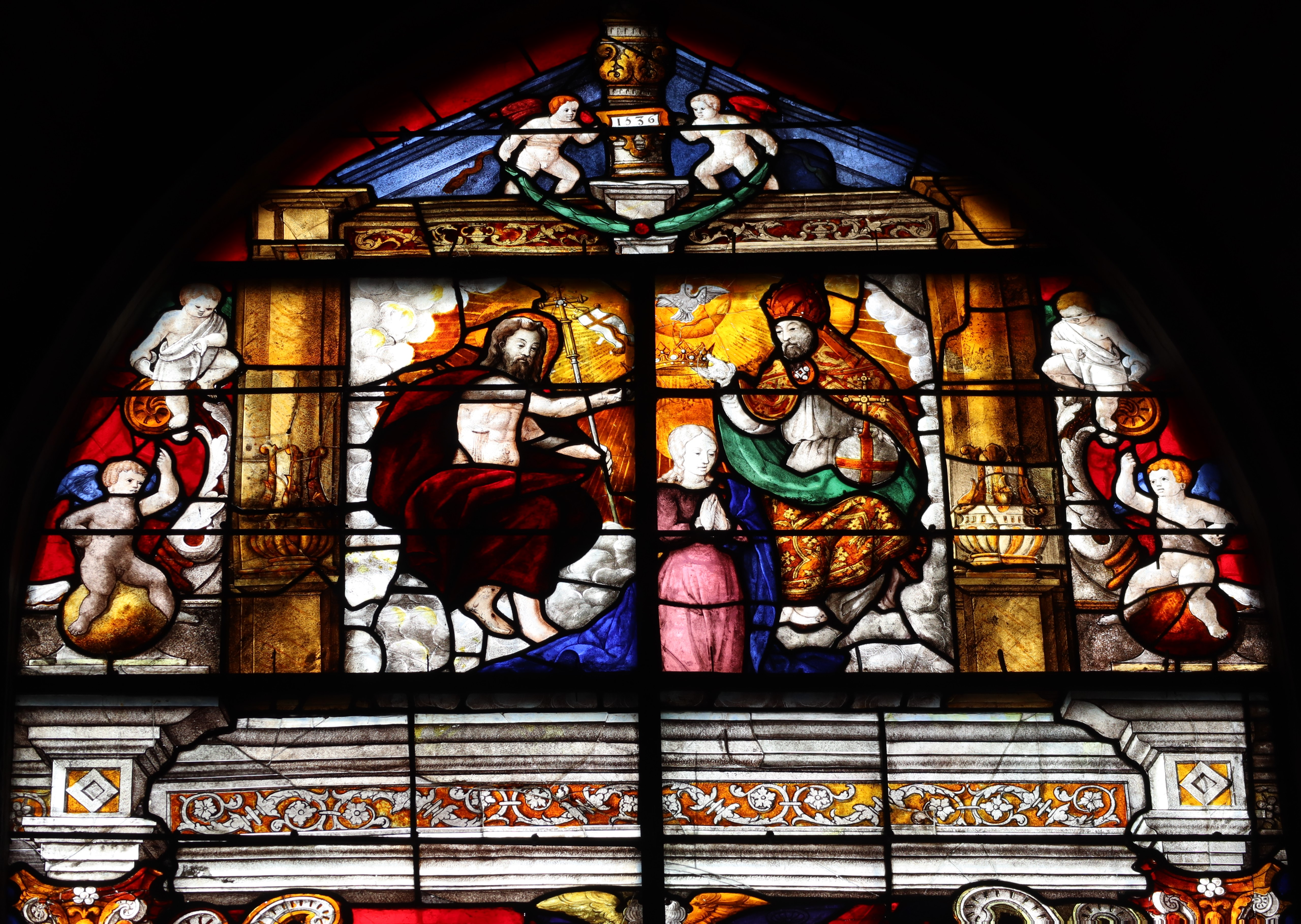
Heilige Dreifaltigkeit und Marienkrönung
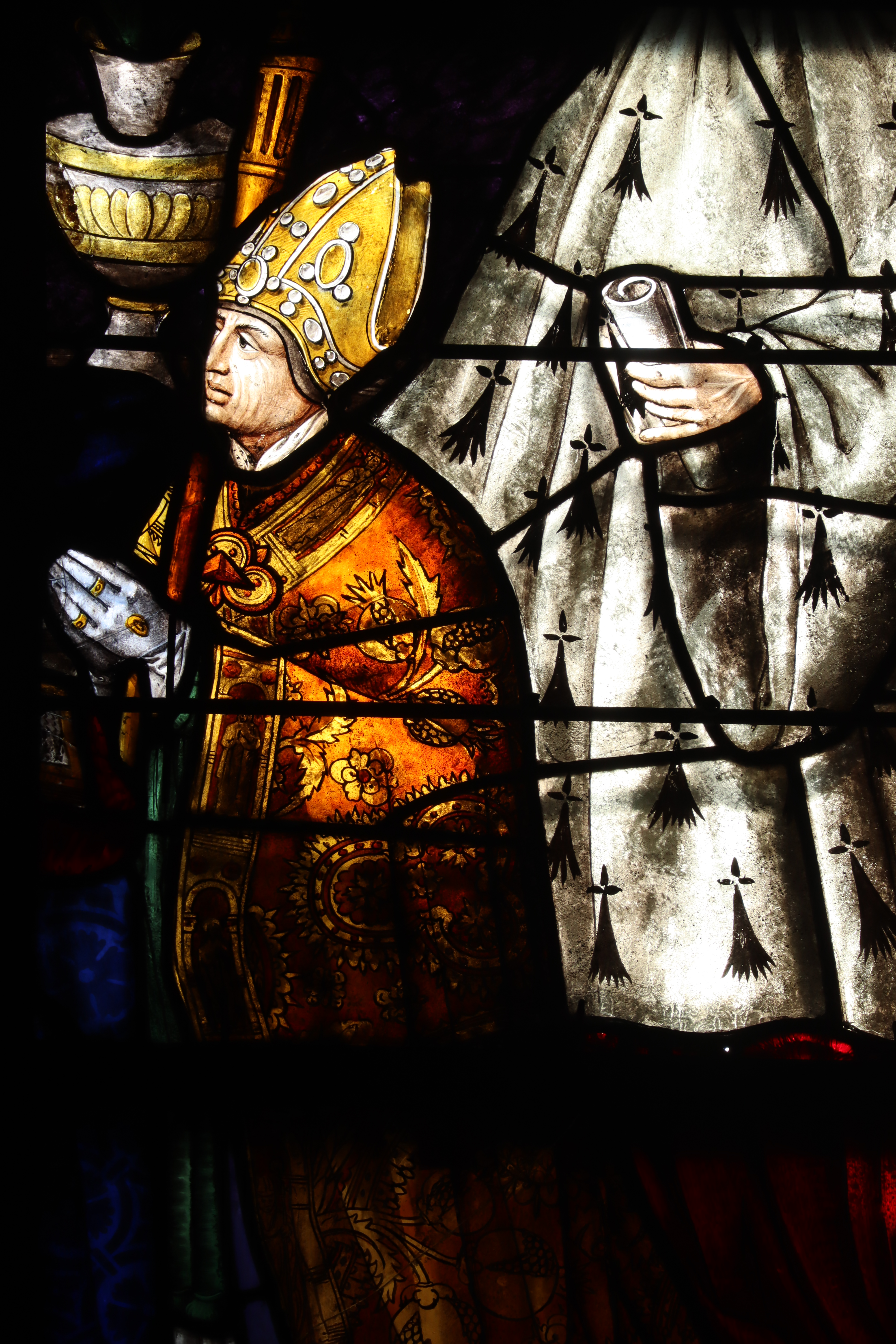
Stifter Yves Mahyeuc mit Mitra